# Liocranium
Liocranium is een geslacht van straalvinnige vissen uit de familie van napoleonvissen (Tetrarogidae).

## Soorten
- Liocranium pleurostigma (Weber, 1913)
- Liocranium praepositum Ogilby, 1903